# Alex Parsons
Alex Parsons (Charleston, 14 settembre 1987) è un giocatore di football americano statunitense di ruolo offensive lineman.

## Carriera professionistica

### Oakland Raiders
Dopo aver giocato a football alla University of Southern California, non venne scelto al draft NFL 2010; il 30 aprile 2010 firmò come free agent con gli Oakland Raiders. Il 4 settembre venne svincolato per poi firmare due giorni dopo con la squadra di allenamento. Il 4 gennaio 2011 firmò nuovamente con i Raiders. Il 3 settembre venne svincolato per poi rifirmare due giorni dopo con la squadra di allenamento.
Il 3 gennaio 2012 rifirmò un contratto annuale per 390.000 dollari. Debuttò nella NFL il 10 settembre contro i San Diego Chargers, chiuse la stagione giocando tutte le 16 partite della stagione regolare. Il 15 aprile 2013 rifirmò un altro anno per 405.000 dollari, ma il 26 agosto venne svincolato infortunato. Il giorno seguente venne inserito nella lista infortunati, per poi esser svincolato definitivamente il giorno successivo, dopo aver raggiunto un accordo assicurativo.

## Vittorie e premi
- Nessuno

## Statistiche
| Partite totali      | 16 |
| Partite da titolare | 1  |
| Fumble recuperati   | 0  |
| Tackle totali       | 0  |

Statistiche aggiornate alla stagione 2012